# من حديث النفس
من حديث النفس كتاب من تأليف الشيخ علي الطنطاوي أصدر عام 1960 م، في هذا الكتاب ست وثلاثون مقالة مما كتبه علي الطنطاوي بين عامي 1931 و1959، وقد نُشر عام 1960، وهو يقع في 310 صفحات من القَطْع المتوسط (14×21).

## نبذة
نحو نصف مقالات هذا الكتاب كتبها صاحبها في عقد الثلاثينيات، وقد نُشرت أقدمها في عام 1931. ونحن نجده -في تلك المرحلة من حياته- في توثب لا يفتُرُ وهمّةٍ لا تنِي، وإن المشاعر لتضطرم في نفسه حتى ما يطيق حملها فيبثّها في ثنايا الصفحات وينشرها عبر سطور المقالات. ها هو ذا يعرض -في عام 1933- شهادته الجامعية للبيع: «... فيا أيها القراء الكرام، إني أعرض شهادتي ولقبي الكريم للبيع برأس المال (الرسوم والأقساط)، أما فوسفور دماغي، وأيام عمري، فلا أريد لشيء منه بديلاً، وأجري على الله. فمَن يشتري؟ شهادة بيضاء ناصعة كبيرة، خطها جميل، ذات إطار بديع. جديدة (طازة)! مَن يشتري؟!». وها هو ينعى عيده في مقالة «عيدي الذي فقدته» فيقول: «يا آنسين بالعيد، يا فرحين به! هل تسمعون حديث رجل أضاع عيده، وقد كانت لكم أعياد؟ أم يؤذيكم طيف الشجى إذ يمرّ بأحلام أفراحكم الضاحكة؟». وفي «زفرة مصدور»: «ما أضْيَعَ أيامي في مدرسة الحياة إن كان هذا كلَّ ما تعلمت منها في ثلاثين سنة! اللهمّ إني قد نفضت يدي من الناس، وإني أسألك أمراً واحداً؛ ألاّ تقطعني عنك، وأن تدلّني عليك، حتى أجد -بمراقبتك- أنس الدنيا وسعادة الآخرة». وفي «زفرة أخرى»: «... ولكني كرهت أن أتوكأ في سيري إلى غايتي على غير أدبي، ونزّهت نفسي عن أن أجعل عمادي ورقة صار يحملها الغبي والعيي والجاهل واللص الذي يسرق مباحث الناس ويسطو على آثارهم... لقد صرت كالعجوز الذي حَطَمه الدهر وفجعه في أولاده فسيّره في مواكب وداعهم الباكية. وما أولادي إلا أمانيَّ، وما قبور الأماني إلا القلوب اليائسة. فيا رحمة الله على تلك الأماني!».
وفي الكتاب مقالات يصف فيها علي الطنطاوي نفسه أو يعبّر عن عواطفه وانفعالاته، كما صنع قبل قليل في «زفرة مصدور» و«زفرة أخرى»، وكما في مقالات: «الوحدة» و«الشفاء» و«وقفة على طلل» و«صورة المؤلف بقلمه».
وفي الكتاب أشتات من الذكريات؛ من ذكريات الطفولة المبكرة أو من ذكريات الشباب، كما في مقالات: «من دموع القلب» و«في الكُتّاب» و«في معهد الحقوق» و«إلى حلبون» و«ذكريات» و«من التعليم إلى القضاء» و«قصة معلم»، وفي هذه المقالة يصف علي الطنطاوي نفسه حين صار معلماً في المدارس الابتدائية، وقد قدم هذا الوصف من خلال حوار خيالي: «قلت لصديق لي أديب: إني لأقرأ لك منذ عشر سنوات، فما رأيتك أسففت إسفافك في هذه الأيام، وإني لأشك أأنت تكتب ما تكتبه أم يجري به قلمك وأنت نائم فتأخذه فتضع عليه اسمك؟ فماذا عراك -أيها الصديق- فأضاع بلاغتك ومحا آيتك؟ قال: دعني يا فلان، دعني؛ فإن سراج حياتي يخبو وشمعتي تذوب، وما أخالني إلاّ ميتاً عمّا قريب أو دائراً في الأسواق مجنوناً. إنني انتهيت.. بعت رأسي وقلبي برغيف من الخبز».
وكما هو مألوف في كتابات علي الطنطاوي، فلن تخلو بعض مقالات هذا الكتاب من طرافة، كما في مقالة «مما حدث لي»: «جاءني مرة -وكنت في عنفوان الشباب، أكتب في أوائل كتابتي في» الرسالة«عام 1933- ثلاثة من الغرباء عن البلد، لم يعجبني شكلهم ولم يطربني قولهم، فوقفت على الباب أنظر إليهم فأرى الشكل يدلّ على أنهم (غلاظ)، وينظرون إليّ فيرون فيّ (ولداً)، فقالوا: هذه دار فضيلة الشيخ الطنطاوي؟ قلت كارهاً: نعم. فقالوا: الوالد هنا؟ قلت: لا. قالوا: أين نلقاه؟ قلت: في مقبرة الدحداح. قالوا: يزور أمواته؟ قلت: لا. قالوا: إذن؟ قلت: هو الذي يُزار. فصرخ أحدهم في وجهي صرخة أرعبتني وقال: مات؟! كيف مات؟ قلت: جاء أجله فمات. قالوا: عظّم الله أجركم، إنّا لله وإنّا إليه راجعون. يا خسارة الأدب! قلت: إن والدي كان من أجلّ أهل العلم ولكن لم يكن أديباً. قالوا: مسكين! أنت لا تعرف أباك. وانصرفوا، وأغلقت الباب وطفقت أضحك وحدي مثل المجانين»!

## وصلات خارجية
- موقع علي الطنطاوي